# Collorec
Collorec (bretonisch Koloreg) ist eine französische Gemeinde im Westen der Bretagne im Département Finistère mit 592 Einwohnern (Stand 1. Januar 2022).

## Lage
Der Ort befindet sich rund 40 Kilometer östlich der Atlantikküste.
Quimper liegt 40 Kilometer südwestlich, die Groß- und Hafenstadt Brest 53 Kilometer nordwestlich und Paris etwa 450 Kilometer östlich (Angaben in Luftlinie).

## Verkehr
Bei Châteaulin gibt es eine Abfahrt an der Schnellstraße  E 60 Brest-Nantes und bei Morlaix und Landivisiau befinden sich Abfahrten an der Schnellstraße E 50 Richtung Rennes.
In Châteaulin und Quimper halten Regionalbahnen an der Bahnlinie Brest-Nantes und der Bahnhof von Brest ist Endpunkt des TGV Atlantique nach Paris.
Nahe der Stadt Brest in Guipavas befindet sich der Regionalflughafen Aéroport de Brest Bretagne.

## Bevölkerungsentwicklung

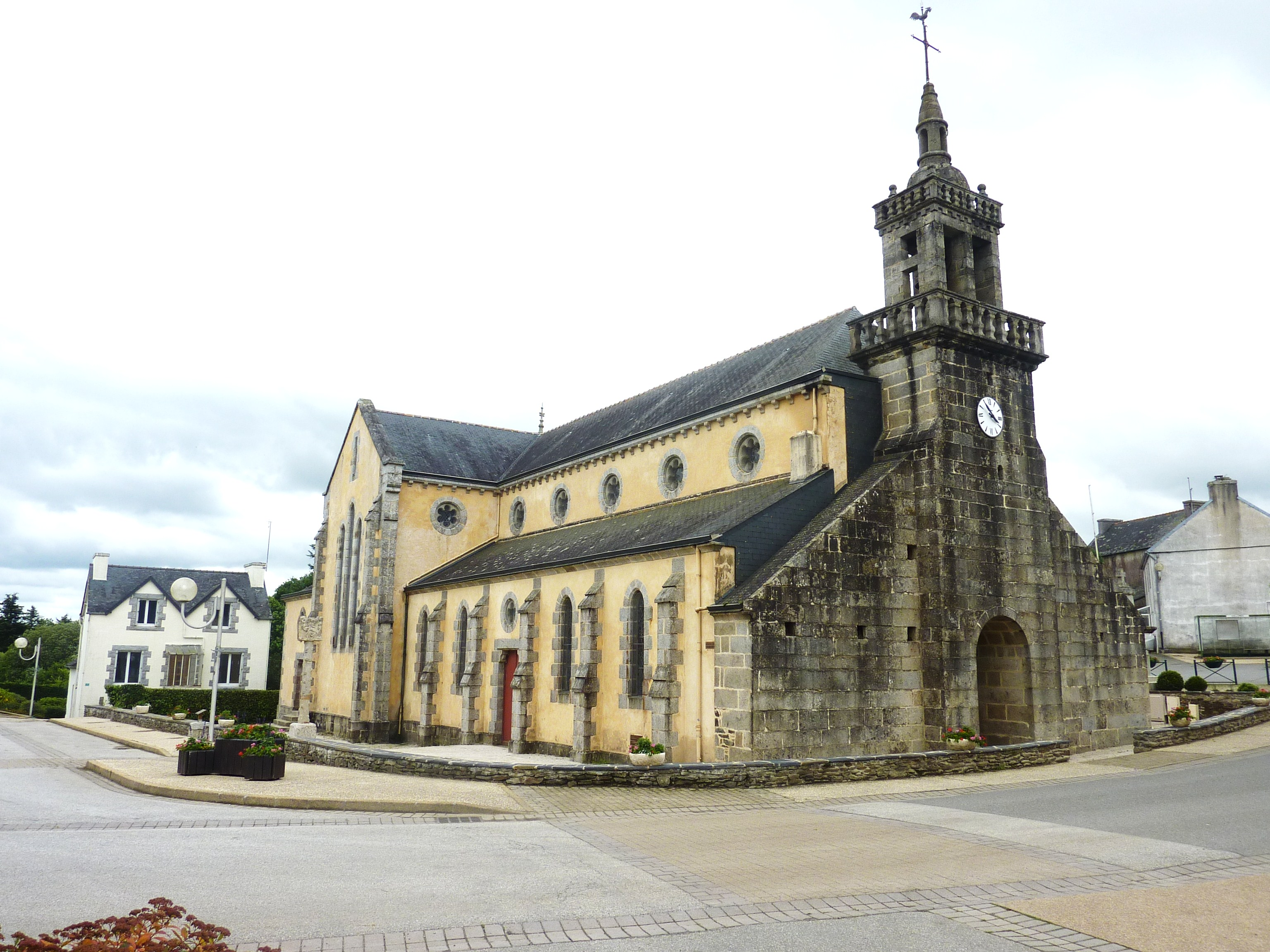
Kirche Notre-Dame

| Jahr                       | 1962 | 1968 | 1975 | 1982 | 1990 | 1999 | 2006 | 2017 |
| Einwohner                  | 1148 | 1038 | 891  | 778  | 692  | 647  | 648  | 611  |
| Quellen: Cassini und INSEE |      |      |      |      |      |      |      |      |